# نانسي هانكس لينكولن
نانسي هانكس لينكولن (بالإنجليزية: Nancy Lincoln) (و. 1784 – 1818 م) سياسية أمريكية وهي والدة رئيس الولايات المتحدة الأمريكية السادس عشر أبراهام لينكون.